# لوته مونک
لوته مونک (انگلیسی: Lotte Munk؛ زادهٔ ۸ اکتبر ۱۹۶۹) بازیگر، و صداپیشه اهل دانمارک است.
از فیلم‌ها یا برنامه‌های تلویزیونی که وی در آن نقش داشته‌است می‌توان به احمق‌ها، کشتار، پل، دلقک، و واحد سیار اشاره کرد.